# Jakub Słowik
Jakub Słowik (sinh ngày 31 tháng 8 năm 1991) là một cầu thủ bóng đá người Ba Lan.

## Đội tuyển bóng đá quốc gia Ba Lan
Jakub Słowik thi đấu cho đội tuyển bóng đá quốc gia Ba Lan.

## Thống kê sự nghiệp
| Đội tuyển bóng đá Ba Lan | Đội tuyển bóng đá Ba Lan | Đội tuyển bóng đá Ba Lan |
| Năm                      | Trận                     | Bàn                      |
| ------------------------ | ------------------------ | ------------------------ |
| 2013                     | 1                        | 0                        |
| Tổng cộng                | 1                        | 0                        |